# Famille Bigo-Danel
Pour les articles homonymes, voir Bigo et Danel.
La famille Bigo est une famille de l'ancienne bourgeoisie lilloise qui au XIXe a prospéré dans le monde des affaires et l'industrie.

## Origine
Entrée dans la bourgeoisie de Lille en 1649 et 1667, la famille Bigo est une famille de chirurgiens devenus filtiers. François Bigo (1722-1769), filtier, eut cinq enfants dont Dominique Bigo-Dathis d'où descendent les familles Bigo-Danel et Danel-Bigo et Briansiaux-Bigo.
La famille Danel est d'abord établie à Saint-Omer, dans la bourgeoisie locale. Liévin Danel vint s'installer à Lille en tant que chirurgien. Sa sœur tenait une imprimerie réputée dans le Nord qui, auparavant, était l'imprimerie royale ; cette imprimerie devient l'une des principales imprimeries du Nord de la France à la fin du XIXe siècle sous la conduite de Louis Danel, maître imprimeur et ingénieur (diplômé de l'École centrale de Lille promotion IDN 1880). Léonard Danel, imprimeur, président du conseil d'administration des mines de Lens (Compagnie des mines de Lens) meurt le 1er octobre 1905. L'intégration complète à la haute bourgeoisie se traduit par un double mariage entre les Danel et les Bigo.
Louis Bigo-Danel est maire de Lille en 1834-1848. Un Boulevard à Lille porte le nom de "Boulevard Bigo-Danel".
Les frères et sœurs se mariant avec leurs cousins et cousines ou autres membres des grandes familles nordistes ; les Bigo sont très présents et représentés dans l'ensemble des familles industrielles du Nord.
Il y a eu en tout six mariages entre les familles Bigo et Danel : en 1810, deux en 1812, en 1843, en 1862 et en 1933.

## Activités

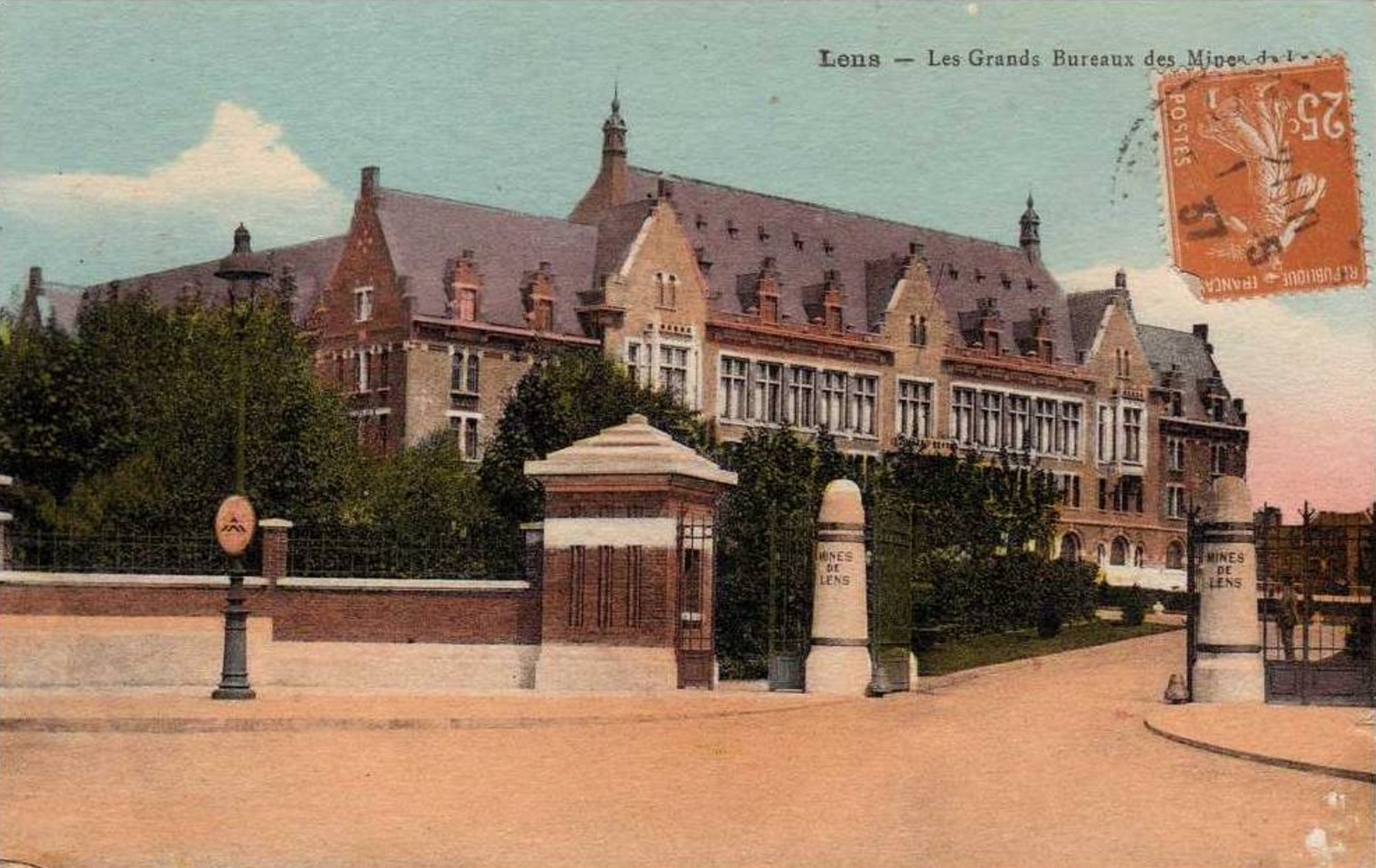
Lens - Grands Bureaux de la Compagnie des mines de Lens

Les Bigo ne sont pas seulement présents dans la politique, ils connaissent également l'essor dans l'industrie du textile, l'industrie minière, les activités financières, bancaires et dans l'alcool de betterave.

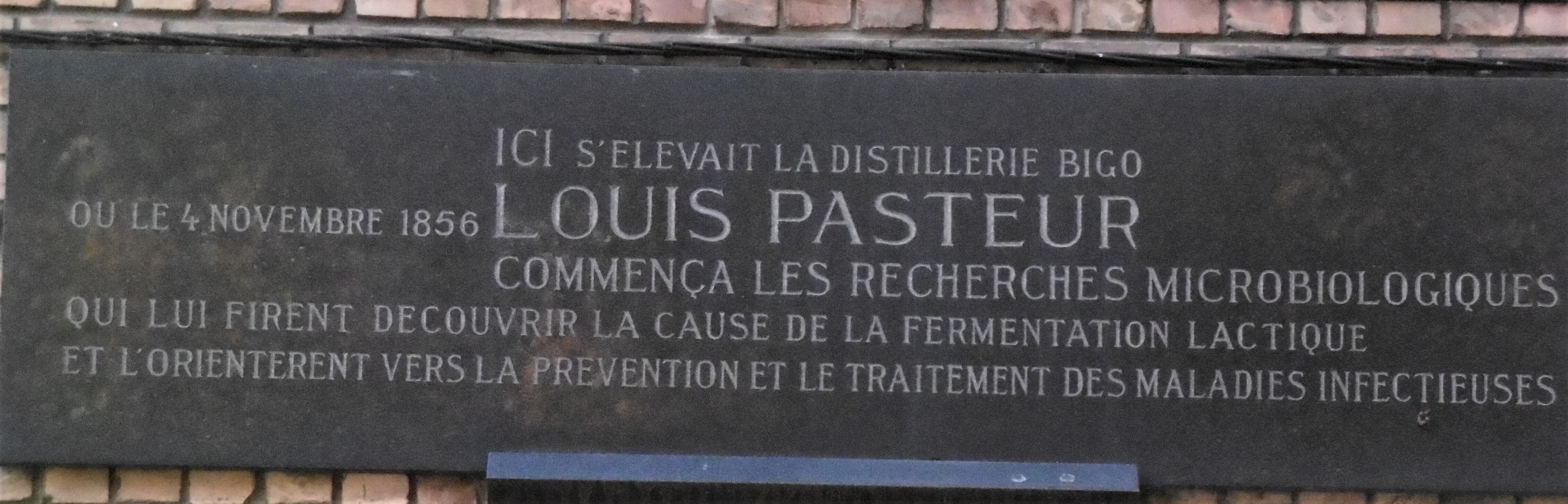
Inscription rue Fulton dans le quartier d'Esquermes à Lille

Louis Pasteur découvrit en 1856 les causes de la fermentation lactique dans la distillerie de Louis Bigo à Esquermes ce qui l'orienta vers le traitement des maladies infectieuses.
Par ailleurs, Joseph Bigo possédait une tannerie à Haubourdin.

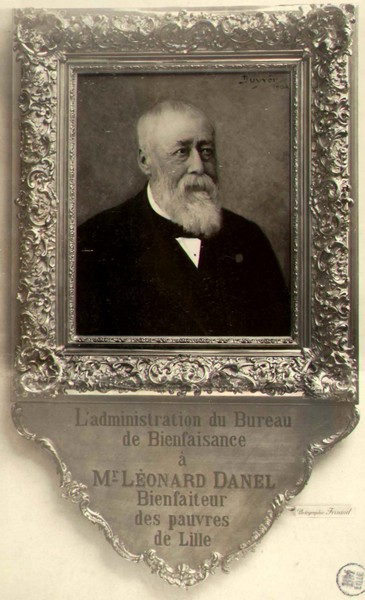
Léonard Danel

La famille est également présente dans l'imprimerie. Les deux frères Léonard Danel (1818-1905) et Louis Danel (1819-1879) étaient associés dans des imprimeries employant plus de 4 000 personnes dont 500 à Loos. Une rue du Vieux-Lille porte le nom de Léonard Danel.
Ils construisirent d'ailleurs un château de 900 mètres carrés avec un terrain de 5 hectares en plein cœur de la ville de Loos, à proximité de Lille. Depuis janvier 2013, il a été vendu à la municipalité pour un euro symbolique, et devait devenir une école de musique, mais il reste à ce jour inoccupé. Il avait d'ailleurs reçu d'illustres personnages et célébrités.
Omer Bigo est aussi par la suite administrateur de la Compagnie des mines de Lens en 1892. Il fut diplômé de l'École centrale de Lille (promotion IDN 1892). Quant à Émile Bigo et Louis Bigo, ils furent à l'origine de la création de la Compagnie des mines de Lens, d’où le nom de la fosse no 4 et la fosse no 14 qui leur ont été attribués respectivement. Désiré Scrive-Bigo (1812-1895) exerça jusqu'à sa mort, outre les fonctions de censeur de la Banque de France et d'administrateur des Mines de Lens, celle de vice-président du Crédit du Nord. Les Mines de Lens, premier charbonnage de France en 1900 (devant Anzin).
Les Bigo-Casteleyn, mais également les Tilloy sont donc à l'origine de la compagnie des Mines de Lens et emploient ainsi plus de 16 000 ouvriers. En 1920, Lens a absorbé Meurchin, et à la veille de la Seconde Guerre mondiale, on compte 17 333 ouvriers et 10 000 maisons appartenant à la société,,.
Depuis au moins 1853, les familles fondatrices des Mines de Lens (Bigo, Danel, Casteleyn, Tilloy) figurent parmi les principaux actionnaires de la banque Verley, Decroix & Cie, et Amé Tilloy-Casteleyn, 3e actionnaire de Lens, est président du conseil de surveillance de la banque jusqu’à sa mort en 1865.
L’intégration des charbonnages est encore plus évidente au sein du Crédit du Nord. Dès 1865 (transformation de l’ancien Comptoir d’escompte de l’arrondissement de Lille en Société de crédit industriel et de dépôts du Nord, sous l’égide du CIC), deux fondateurs des Mines de Lens entrent au conseil d’administration (CA) du futur Crédit du Nord : Désiré Scrive-Bigo (fondateur et administrateur des Mines de Lens d’avril 1864 à sa mort en février 1895) et Charles Crespel-Tilloy qui devient président du CA du Crédit du Nord et le reste jusqu’à sa mort en 1897.

## Pour approfondir